# Кубок світу з тріатлону 2007
Кубок світу з тріатлону в 2007 році складався з шістнадцяти етапів, які пойшли в п'ятнадцяти країнах. У тому числі чемпіонат світу в Гамбурзі (1-2 вересня). Організатор змагання — Міжнародна федерація тріатлону. Всі турніри пройшли на олімпійській дистанції: плавання — 1500 м, велопробіг — 40 км і біг — 10 км. На кожному етапі спортсмени отримували призові кошти і бали в загальний залік Кубка світу. Спонсором змагання була нафтогазова компанія «BG Group».

## Календар
| Дата        | Місто       | Країна          | Призовий фонд (US$) | Примітки |
| ----------- | ----------- | --------------- | ------------------- | -------- |
| 25 березня  | Мулулаба    | Австралія       | 100,000             | [ 1 ]    |
| 15 квітня   | Ішігакі     | Японія          | 100,000             | [ 2 ]    |
| 6 травня    | Лісабон     | Португалія      | 100,000             | [ 3 ]    |
| 13 трарня   | Ричардс-Бей | ПАР             | 100,000             | [ 4 ]    |
| 3 червня    | Мадрид      | Іспанія         | 100,000             | [ 5 ]    |
| 10 червня   | Ванкувер    | Канада          | 100,000             | [ 6 ]    |
| 17 червня   | Де-Мойн     | США             | 700,000             | [ 7 ]    |
| 24 червня   | Едмонтон    | Канада          | 100,000             | [ 8 ]    |
| 22 липня    | Кіцбюель    | Австрія         | 100,000             | [ 9 ]    |
| 29 липня    | Солфорд     | Велика Британія | 100,000             | [ 10 ]   |
| 12 серпня   | Тисауйварош | Угорщина        | 100,000             | [ 11 ]   |
| 1-2 вересня | Гамбург     | Німеччина       |                     | ЧС       |
| 16 вересня  | Пекін       | КНР             | 100,000             | [ 13 ]   |
| 7 жовтня    | Родос       | Греція          | 100,000             | [ 14 ]   |
| 3 листопада | Канкун      | Мексика         | 65,000              | [ 15 ]   |
| 1 грудня    | Ейлат       | Ізраїль         | 50,000              | [ 16 ]   |

На кожному етапі бали отримували перші двадцять спортсменів. На чемпіонаті світу в Гамбурзі нараховувалися подвійні очки (переможець 100 балів і тд). У кінці сезону досягнення сумувалися.
| Місце | 1  | 2  | 3  | 4  | 5  | 6  | 7  | 8  | 9  | 10 | 11 | 12 | 13 | 14 | 15 | 16 | 17 | 18 | 19 | 20 |
| ----- | -- | -- | -- | -- | -- | -- | -- | -- | -- | -- | -- | -- | -- | -- | -- | -- | -- | -- | -- | -- |
| Бали  | 50 | 44 | 39 | 35 | 31 | 27 | 24 | 21 | 18 | 15 | 13 | 11 | 9  | 7  | 6  | 5  | 4  | 3  | 2  | 1  |

## Чоловіки
| Місто       | Золото             | Срібло                 | Бронза                 |
| ----------- | ------------------ | ---------------------- | ---------------------- |
| Мулулаба    | Бред Калефельдт    | Хав'єр Гомес           | Кріс Джеммелл          |
| Ішігакі     | Кортні Аткінсон    | Бівен Докерті          | Кріс Джеммелл          |
| Лісабон     | Хав'єр Гомес       | Філіп Оспалий          | Бред Калефельдт        |
| Ричардс-Бей | Гендрік Де Вільєрс | Володимир Полікарпенко | Олександр Брюханков    |
| Мадрид      | Філіп Оспалий      | Хав'єр Гомес           | Іван Ранья             |
| Ванкувер    | Саймон Вітфілд     | Енді Поттс             | Меттью Рід             |
| Де-Мойн     | Расмус Геннінг     | Бівен Докерті          | Хав'єр Гомес           |
| Едмонтон    | Бівен Докерті      | Олександр Брюханков    | Свен Рідерер           |
| Кіцбюель    | Саймон Вітфілд     | Фредерік Белобре       | Бред Калефельдт        |
| Солфорд     | Хав'єр Гомес       | Бред Калефельдт        | Саймон Вітфілд         |
| Тисауйварош | Хав'єр Гомес       | Кріс Джеммелл          | Фредерік Белобре       |
| Гамбург     | Данієль Унгер      | Хав'єр Гомес           | Бред Калефельдт        |
| Пекін       | Хав'єр Гомес       | Кортні Аткінсон        | Бівен Докерті          |
| Родос       | Кріс Джеммелл      | Алістер Браунлі        | Кортні Аткінсон        |
| Канкун      | Саймон Вітфілд     | Пол Тікелаар           | Володимир Полікарпенко |
| Ейлат       | Хірокацу Таяма     | Володимир Полікарпенко | Олександр Брюханков    |

## Жінки
| Місто       | Золото            | Срібло            | Бронза            |
| ----------- | ----------------- | ----------------- | ----------------- |
| Мулулаба    | Емма Сноусілл     | Ерін Деншем       | Ванесса Фернандеш |
| Ішігакі     | Ванесса Фернандеш | Емма Сноусілл     | Деббі Таннер      |
| Лісабон     | Ванесса Фернандеш | Мішель Діллон     | Крістіна Пільц    |
| Ричардс-Бей | Кірстен Світленд  | Магалі Мессмер    | Крістіна Пільц    |
| Мадрид      | Ванесса Фернандеш | Андреа Г'юїтт     | Мішель Діллон     |
| Ванкувер    | Саманта Воррінер  | Сара Гаскінс      | Ерін Деншем       |
| Де-Мойн     | Лора Беннетт      | Аннабель Люксфорд | Маріана Оата      |
| Едмонтон    | Емма Моффатт      | Кірстен Світленд  | Аннабель Люксфорд |
| Кіцбюель    | Андреа Г'юїтт     | Єва Доллінгер     | Нікі Семюелс      |
| Солфорд     | Ванесса Фернандеш | Саманта Воррінер  | Кейт Аллен        |
| Тисауйварош | Саманта Воррінер  | Емма Моффатт      | Деббі Таннер      |
| Гамбург     | Ванесса Фернандеш | Емма Сноусілл     | Лора Беннетт      |
| Пекін       | Ванесса Фернандеш | Емма Сноусілл     | Лора Беннетт      |
| Родос       | Ванесса Фернандеш | Андреа Вайткомб   | Вендула Фрінтова  |
| Канкун      | Джулі Ертел       | Кароль Пеон       | Сара Гаскінс      |
| Ейлат       | Нікола Шпіріг     | Юрі Іде           | Аннабель Люксфорд |

## Загальний залік
| Місце | Тріатлоніст            | Країна          | Набрані очки | Кількість стартів |
| ----- | ---------------------- | --------------- | ------------ | ----------------- |
|       | Хав'єр Гомес           | Іспанія         | 415          | 8                 |
|       | Саймон Вітфілд         | Канада          | 338          | 9                 |
|       | Бред Калефельдт        | Австралія       | 298          | 7                 |
| 4     | Бівен Докерті          | Нова Зеландія   | 286          | 8                 |
| 5     | Кріс Джеммелл          | Нова Зеландія   | 261          | 8                 |
| 6     | Володимир Полікарпенко | Україна         | 214          | 6                 |
| 7     | Олександр Брюханков    | Росія           | 213          | 9                 |
| 8     | Кортні Аткінсон        | Австралія       | 164          | 4                 |
| 9     | Іван Ранья             | Іспанія         | 136          | 5                 |
| 10    | Данієль Унгер          | Німеччина       | 135          | 2                 |
| 11    | Вільям Кларк           | Велика Британія | 134          | 4                 |
| 12    | Стюарт Гейс            | Велика Британія | 129          | 7                 |
| 13    | Тім Дон                | Велика Британія | 127          | 4                 |
| 14    | Свен Рідерер           | Швейцарія       | 122          | 6                 |
| 15    | Ян Фродено             | Німеччина       | 120          | 4                 |
| 16    | Рейнальдо Колуччі      | Бразилія        | 118          | 5                 |
| 17    | Дмитро Полянський      | Росія           | 101          | 5                 |
| 17    | Фредерік Белобре       | Франція         | 101          | 3                 |
| 19    | Пол Тікелаар           | Канада          | 99           | 3                 |
| 19    | Седріс Флеретон        | Франція         | 99           | 6                 |
|       |                        |                 |              |                   |
| 33    | Андрій Глущенко        | Україна         | 63           | 4                 |
| 48    | Володимир Турбаєвський | Росія           | 34           | 3                 |
| 60    | Данило Сапунов         | Казахстан       | 25           | 2                 |

| Місце | Тріатлоніст       | Країна        | Набрані очки | Кількість стартів |
| ----- | ----------------- | ------------- | ------------ | ----------------- |
|       | Ванесса Фернандеш | Португалія    | 439          | 8                 |
|       | Емма Моффатт      | Австралія     | 259          | 8                 |
|       | Саманта Воррінер  | Нова Зеландія | 254          | 9                 |
| 4     | Емма Сноусілл     | Австралія     | 226          | 4                 |
| 5     | Деббі Таннер      | Нова Зеландія | 225          | 8                 |
| 6     | Нікола Шпіріг     | Швейцарія     | 222          | 10                |
| 7     | Лора Беннетт      | США           | 216          | 5                 |
| 8     | Сара Гаскінс      | США           | 196          | 6                 |
| 8     | Аннабель Люксфорд | Австралія     | 196          | 6                 |
| 10    | Магалі Мессмер    | Швейцарія     | 170          | 6                 |
| 11    | Аня Діттмер       | Німеччина     | 169          | 6                 |
| 12    | Кійомі Нівата     | Японія        | 163          | 7                 |
| 13    | Кірстен Світленд  | Канада        | 158          | 7                 |
| 14    | Джулі Ертел       | США           | 154          | 7                 |
| 15    | Андреа Г'юїтт     | Нова Зеландія | 152          | 5                 |
| 16    | Жоель Францманн   | Німеччина     | 145          | 6                 |
| 17    | Крістіна Пільц    | Німеччина     | 144          | 5                 |
| 18    | Рікарда Ліск      | Німеччина     | 132          | 5                 |
| 19    | Елізабет Мей      | Люксембург    | 131          | 6                 |
| 19    | Ерін Деншем       | Австралія     | 131          | 4                 |
|       |                   |               |              |                   |
| 45    | Юлія Єлістратова  | Україна       | 37           | 3                 |